# Électricité en Roumanie
L'électricité représente 16,2 % de la consommation finale d'énergie de la Roumanie en 2017.
La production d'électricité de la Roumanie s'élevait à 55,93 TWh en 2020, dont 35 % produits à partir des énergies fossiles (17 % de charbon, 16,9 % de gaz naturel, 1,1 % de pétrole), 20,5 % du nucléaire et 44,5 % des énergies renouvelables (28,1 % d'hydroélectricité, 12,4 % d'éolien, 3,1 % de solaire, 1 % de biomasse). Le solde importateur des échanges internationaux d'électricité atteignait 2,79 TWh, soit 4,8 % de la consommation brute.
La consommation d'électricité par habitant était en 2017 de 2 778 kWh, inférieure de 12 % à la moyenne mondiale (3 152 kWh) et de 61 % à celle de la France (7 209 kWh).

## Production de l'électricité

### Production fossile
D'après un rapport de la commission européenne, le mix électrique roumain dépend à 1/3 sur les combustibles fossiles : 17 % sur les combustibles fossiles solide (charbon) et à 16 % sur le gaz naturel.
La Roumanie compte sortir de la production d'électricité à partir de charbon et de lignite d'ici à 2032.

#### Dépendance énergétique vis-à-vis de la Russie
La Russie fournit en 2021, 45 % du gaz fossile à la Roumanie (44 % pour l'ensemble de l'UE), 32 % du pétrole (26 % pour l'UE) et 99 % du charbon (54 % pour l'UE).

### Production renouvelable
La production d'électricité d'origine renouvelable correspond à presque la moitié de l'approvisionnement en 2021 (48 %).

#### Énergie hydroélectrique

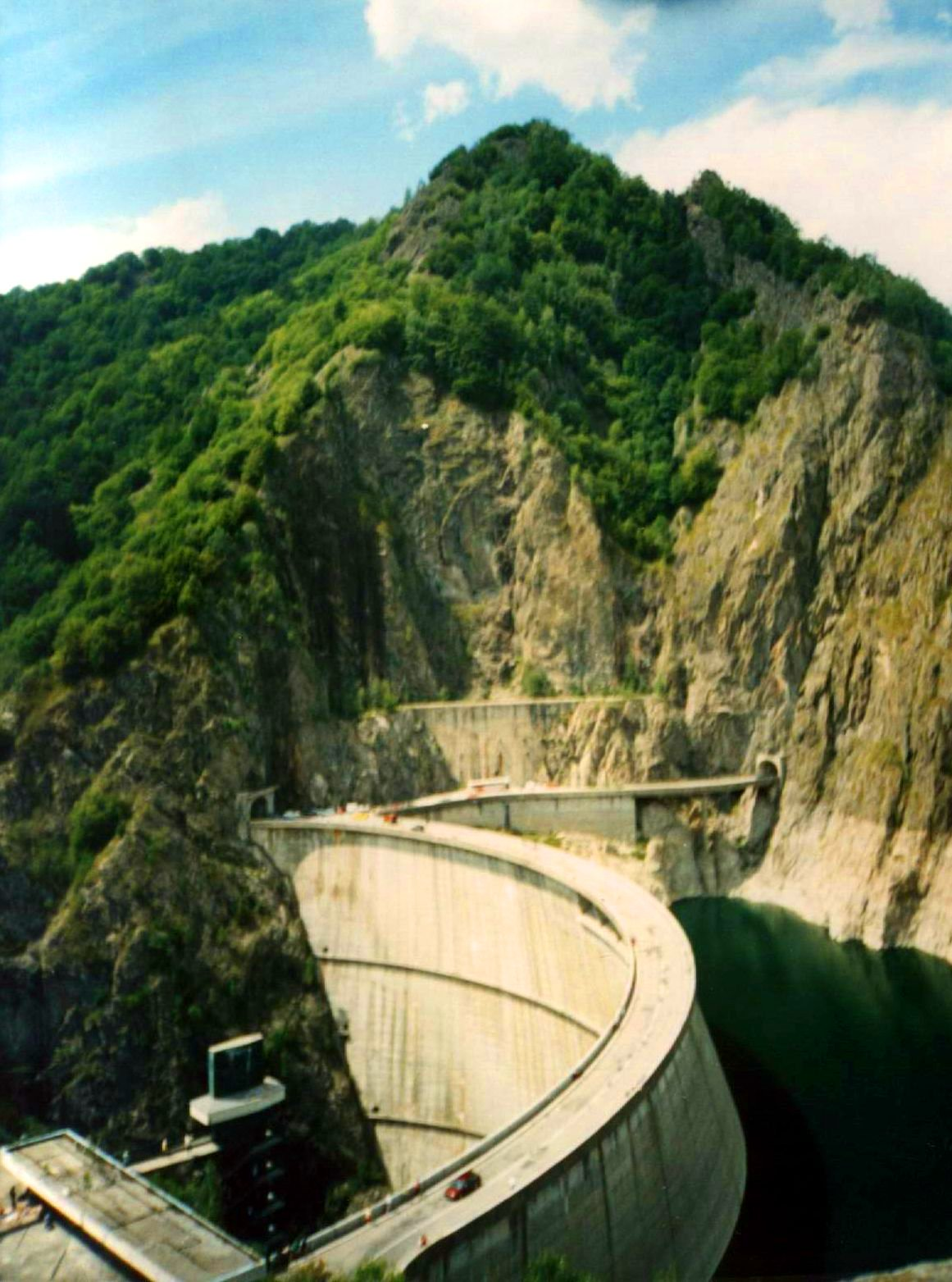
Barrage de Vidraru, où se trouve la plus grande centrale hydroélectrique

La Roumanie a une hydroélectricité utilisable totale estimée à 36 TWh par an.

#### Énergie éolienne
La production éolienne est de 6,3 TWh en 2019 soit un peu plus de 10% de la consommation électrique.

### Production nucléaire
La production d'origine nucléaire correspond à presque 1/5 de la production électrique du pays en 2021 (19 %).
La Roumanie a mis l'accent sur la production d'énergie nucléaire. La centrale nucléaire Cernavodă située près de Cernavodă, a ouvert ses portes en 1993. Deux réacteurs étaient opérationnels en 2007 lorsque la production d'énergie atomique était estimée à 21 158 millions de kilowatts, soit 23,1 % de l'énergie électrique totale.
Pour couvrir les besoins énergétiques croissants de sa population et assurer l'élévation continue de son niveau de vie, la Roumanie prévoit la construction de plusieurs autres réacteur nucléaires sur le site de la première centrale ou sur d'autres sites.
Outre la centrale nucléaire de Cernavodă, qui se compose de deux réacteurs nucléaires, le gouvernement a récemment annoncé qu'il prévoyait de construire une autre centrale nucléaire qui serait très probablement située près de l'un des principaux fleuves de Transylvanie. La nouvelle centrale nucléaire serait composée de deux ou quatre réacteurs nucléaires et aurait une puissance totale de 2 400 MW. Les études de faisabilité seront prêtes d'ici la mi-2009.
La Roumanie a toujours choisi les réacteurs nucléaires CANDU parce qu'ils utilisent de l'uranium naturel non enrichi qui est bon marché et disponible localement et parce qu'ils peuvent être ravitaillés en fonctionnement[réf. nécessaire].
En 2020, la Roumanie prévoit d'achever la construction des unités 3 et 4 de la centrale nucléaire de Cernavodă ainsi que la modernisation et l'extension de la durée de vie de l'unité 1. Le pays prévoit aussi le développement de petit réacteur modulaire.

## Transport de l'électricité
Le transport de l'électricité est supervisé par la compagnie nationale Transelectrica.

## Consommation de l'électricité

### Chauffage électriqe
D'après l'Inscop Research, seuls 1,8 % des Roumains se chauffent à l'électricité.

### Véhicules électrique
Lors des 4 premiers mois de l'année 2023, la part de marché des véhicules électriques et hybride était de 20 % avec une augmentation de 30 % par rapport à l'année précédente. Sur cette période, la voiture 100 % électrique qui s'est le plus vendu est la Dacia Spring (1 865 unités vendues). En 2022, 46 % des Roumains déclaraient vouloir acheter une voiture électrique ou hybride pour leurs prochains véhicules.
En février 2023, la Roumanie comptait 3 300 stations de recharge pour véhicule électrique.

## Sources et références
1. ↑  (en) Energy Statistics Data Browser - Romania : Electricity 2020, Agence internationale de l’énergie, 2 décembre 2022.
2. ↑  (en) Agence internationale de l'énergie (AIE - en anglais : International Energy Agency - IEA), Key World Energy Statistics 2019 (pages 60 à 69), 26 septembre 2019 [PDF].
3. 1 2 3  (en) European commission, « ROMANIA Energy Snapshot », Rapport,‎ 2022 (lire en ligne )
4. 1 2  (en) 1, « Romania - Energy », sur www.trade.gov (consulté le 2 juillet 2023)
5. ↑  Nine O'Clock, issue 4013, page 7
6. ↑  Nine O'Clock
7. ↑  (en) « Two in five Romanians burn wood, coal or gas in stoves to heat their homes », sur Romania Insider, 29 novembre 2019 (consulté le 2 juillet 2023)
8. ↑  (en) radu.dumitrescu, « Electric and hybrid cars reach 20% market share in Romania », sur Romania Insider, 16 mai 2023 (consulté le 2 juillet 2023)
9. ↑  (en) « Deloitte study: half of Romanians want to buy electric cars to reduce the fuel cost and to protect the environment. Charging infrastructure remains their main concern », sur Deloitte Romania (consulté le 2 juillet 2023)
10. ↑  « Lektri.co: Romania has 27,590 electric vehicles and 3,300 charging stations - energynomics.ro », sur www.energynomics.ro (consulté le 2 juillet 2023)